# تام هوگو
تام هوگو (به انگلیسی: Tom Hugo) (زاده ۲۷ اکتبر ۱۹۷۹) خواننده نروژی است.
او عضو گروه کینو است.